# Paul Emery
Paul Emery (n. 12 noiembrie 1916, Chiswick, Londra – d. 3 februarie 1993, Epsom, Surrey) a fost un pilot englez de Formula 1 care a evoluat în Campionatul Mondial în 1956 și 1958.